# Actinote rhodope
Actinote rhodope är en fjärilsart som beskrevs av D'almeida 1922. Actinote rhodope ingår i släktet Actinote och familjen praktfjärilar. Inga underarter finns listade i Catalogue of Life.